# Amos Nathan Tversky

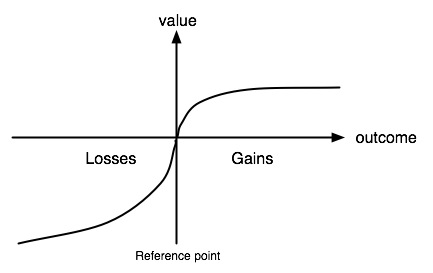
La forma de la funció de valor (utilitat) a la teoria de les perspectives. L'asimetria de la funció correspon a l'aversió a la pèrdua.

Amos Nathan Tversky (hebreu: עמוס טברסקי‎; 16 de març de 1937 – 2 de juny de 1996) va ser un psicòleg cognitiu i un psicòleg matemàtic, pioner de la ciència cognitiva, un col·laborador del premi Nobel Daniel Kahneman, i una figura de rellevància en el descobriment de biaixos cognitius i en la gestió del risc. Va ser el coautor del tractat de tres volums titulat Foundations of Measurement. Els seus treballs més primerencs amb Kahneman es van focalitzar en la psicologia de la predicció i en el judici de probabilitat. Amos Tversky i Daniel Kahneman van col·laborar conjuntament a desenvolupar la teoria de prospecció. Totes aquestes investigacions van donar lloc a la denominada economia conductual.

## Biografia
Tversky va néixer a Haifa, Palestina britànica (ara Israel), com a fill del veterinari polonès Yosef Tversky i Jenia Tversky (nascuda Ginzburg), una treballadora social que més tard es va convertir en membre del parlament per al Mapai (partit dels treballadors). Tversky tenia una germana, Ruth, tretze anys més gran que ell. A l'escola secundària, Tversky va prendre classes del crític literari Baruch Kurzweil, i es va fer amic de la seva companya de classe Dahlia Ravikovich, que es convertiria en una guardonada poeta. Durant aquest temps, també va ser membre i líder del Nahal, un moviment juvenil destinat a combinar l'agricultura i el servei militar.
Tversky va servir amb distinció a les Forces de Defensa d'Israel com a paracaigudista, ascendint al rang de capità i sent condecorat per la seva valentia. Es va llançar en paracaigudes en zones de combat durant la crisi de Suez el 1956, va comandar una unitat d'infanteria durant la guerra dels Sis Dies el 1967 i va servir en una unitat de camp de psicologia durant la Guerra de Yom Kippur el 1973.
El 1963, Tversky es va casar amb la psicòloga nord-americana Barbara Gans, ara professora al departament de desenvolupament humà al Teachers College, a la Universitat de Colúmbia. Van tenir tres fills junts.
Tversky va rebre la seva llicenciatura a la Universitat Hebrea de Jerusalem a Israel el 1961, i el seu doctorat de la Universitat de Míchigan a Ann Arbor el 1965. Més tard va ensenyar a la Universitat Hebrea abans d'unir-se a la facultat de la Universitat Stanford el 1978, on va passar la resta de la seva carrera. El 1980 es va convertir en membre de l'Acadèmia Americana d'Arts i Ciències. El 1984 va rebre la beca MacArthur i el 1985 va ser elegit membre de l'Acadèmia Nacional de Ciències. Tversky, co-receptor amb Daniel Kahneman, va guanyar el Premi Grawemeyer de Psicologia de la Universitat de Louisville el 2003. Va morir d'un melanoma metastàtic el 1996. Era un ateu jueu.
Sis anys després de la mort de Tversky, Kahneman va rebre el Premi Nobel d'Economia 2002 pel treball que va fer en col·laboració amb Amos Tversky. (El premi no s'atorga a títol pòstum). Kahneman va dir a The New York Times en una entrevista poc després de rebre l'honor: "Crec que és un premi conjunt. Vam estar agermanats per més d'una dècada". Tversky també va col·laborar amb molts altres dels principals investigadors, inclosos Thomas Gilovich, Itamar Simonson, Paul Slovic i Richard Thaler. Una enquesta de Review of General Psychology, publicada el 2002, va classificar Tversky com el 93è psicòleg més citat del segle xx, juntament amb Edwin Boring, John Dewey i Wilhelm Wundt.

## Obra

### Treball amb Daniel Kahneman
El treball més influent d'Amos Tversky es va fer amb el seu col·laborador de llarg recorregut, Daniel Kahneman, en una societat que va començar a finals dels anys seixanta. El seu treball va explorar els biaixos i els fracassos en la racionalitat que s'exhibeixen contínuament en la presa de decisions humanes. Començant amb el seu primer article junts, "Creença en la llei dels números petits", Kahneman i Tversky van exposar onze "il·lusions cognitives" que afecten el judici humà, sovint utilitzant experiments empírics a petita escala que demostren com els subjectes prenen decisions irracionals en condicions incertes. Aquest treball va tenir una gran influència al camp de l'economia, que en gran part presumia la racionalitat de tots els actors.

### Ignorància comparativa
Tversky i Fox (1995) van abordar l'aversió a l'ambigüitat, la idea que a les persones no els agraden les apostes ambigües o les eleccions amb ambigüitat, amb el marc de la ignorància comparativa. La seva idea era que les persones només són adverses a l'ambigüitat quan la seva atenció es dirigeix específicament a l'ambigüitat comparant una opció ambigua amb una opció no ambigua. Per exemple, les persones estan disposades a apostar més per triar una bola de color correcta d'una urna que conté proporcions iguals de boles negres i vermelles que una urna amb proporcions de boles desconegudes en avaluar ambdues urnes al mateix temps. Tot i això, en avaluar-les per separat, les persones estan disposades a apostar aproximadament la mateixa quantitat en cada urna. Per tant, quan és possible comparar l'aposta ambigua amb una aposta no ambigua, les persones són adverses, però no quan hom ignora aquesta comparació.

## A la cultura popular

### Prova d'intel·ligència de Tversky
Segons el relatat per Malcolm Gladwell el 2013, a David i Goliath : Underdogs, Misfits i The Art of Battling Giants, els companys de Tversky ho van considerar tan bé que van idear una prova per provar la intel·ligència. Segons el relacionat amb Gladwell pel psicòleg Adam Alter, la prova d'intel·ligència de Tversky va ser "Com més ràpid t'adones que Tversky era més intel·ligent que tu, més intel·ligent eres".

### El projecte de desfer
El llibre de Michael Lewis, El projecte de desfer: una amistat que va canviar les nostres ments, publicat el 16 de desembre de 2016, tracta sobre Amos Tversky i Daniel Kahneman, i és la "història de les seves vides i el seu treball conjunt".